# Жорже Гоміш ді Марінгрінья (футбольний клуб)
Спортивний клуб «Жорже Гоміш ді Марінгрінья» або просто Деспортіву ЖГМ (порт. Gupo Desportivo Jorge Gomes Mangrinha) — професіональний ангольський футбольний клуб з міста Уамбо, в однойменній провінції.

## Історія
Клуб засновано 12 травня 1998 року в місті Уамбо й названий на честь власника клубу, ангольського бізнесмена, Жорже Гоміш Марінгрінья. З моменту свого заснування команда виступала в нижчих дивізіонах регіональних змагань, допоки в 2015 році не виграла провінційний чемпіонат. З 2016 року, завдяки перемозі в провінційному чемпіонаті, отримав можливість дебютувати в Гіра Анголі. Незважаючи на те, що сама команда складалася з молодих перспективних гравців, за підумками сезону 2016 року клуб посів друге місце в Серії B, а в плей-оф за право виходу до Гіраболи команда стала переможцем і з 2017 року виступатиме в вищому дивізіоні англьського чемпіонату.

## Досягнення
- Серія B Гіра Анголи
  -  Срібний призер (1): 2016

- Чемпіонат провінції Уамбо з футболу
  -  Чемпіон (1): 2015

## Статистика та результати
| 2-ге | 9 лип (д) 1–0 КАС  | 16 лип (в) ПОЛ 1–2 | 23 лип (д) 0–1 МАК | 31 лип (в) ДЖЕ 1–1 |
| 2-ге | 20 сер (в) КАС 3–1 | 27 сер (в) 1–0 ПОЛ | 3 вер (в) МАК 1–0  | 11 вер (д) 3–0 ДЖЕ |

      Перемога       Нічия       Поразка

## Відомі тренери
| Агуаш Зека да Сильва | (2016) | - |  |